# Gruppo dei dodici

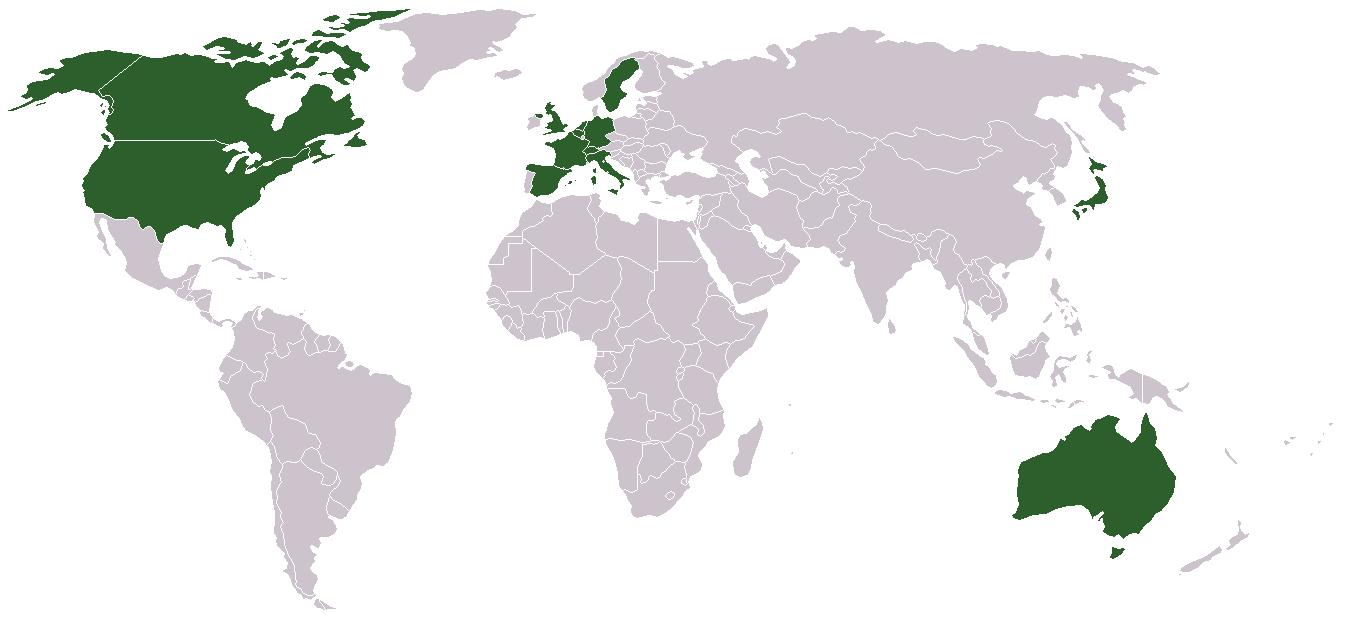
I Paesi del G12.

Il G12 (o Gruppo dei dodici) è un gruppo composto da Paesi altamente industrializzati, le cui banche centrali cooperano per regolare la finanza internazionale.
In realtà, il G12 conta tredici membri. Il numero dodici deriva dai membri originari, ovvero i Paesi che compongono il G10 più Australia e Spagna. Quando nel 1984 la Svizzera si unì al G10 ed al G12, fu deciso di non cambiare la denominazione.